# Stenoma clavifera
Stenoma clavifera es una especie de polilla del género Stenoma, orden Lepidoptera.
Fue descrita científicamente por Meyrick en 1912.

## Distribución
Se distribuye por Brasil.